# Оргазъм (коктейл)
Оргазъм е коктейл, който може едновременно да бъде сервиран в коктейлна чаша с лед, както и да бъде пит на шотове. Този коктейл е признат от МБА (Международна барманска асоциация).
Има много варианти на този коктейл. Един от тези варианти е – 50 на 50%-това смес от Бейлис и Амарето след това се добавя и Калуа (мексикански ликьор). Сместа и мексиканският ликьор се сипват в шейкър в пропорция 1:1.
Рецептите на коктейла са се променяли с времето. Променят се както количеството на съставките, така и самите те.